# Jean-Marie Bachelot de La Pylaie
Auguste Jean Marie, baron Bachelot de La Pylaie (25. května 1786 Fougères – 12. října 1856 Marseille) byl francouzský botanik, cestovatel a archeolog.

## Život a kariéra
Studoval v Lavalu a poté v Paříži, v Muséum national d'histoire naturelle, kde byl žákem Cuviera (1769–1832) a Ducrotaye de Blainville (1777–1850).
Podnikal dlouhé cesty po Francii, ale také do Afriky a Ameriky a dvakrát na ostrovy Saint Pierre a Miquelon.
Roku 1816 se nalodil na fregatu Cybèle a prozkoumal zátoku Saint-George během tříměsíční inspekční cesty na Newfoundland a Saint Pierre a Miquelon. Mezi lety 1816 až 1819 sestavil první botanickou sbírku ze Saint Pierru a Miquelonu.
Je také autorem několika archeologických studií z oblasti Bretaně.

## Dílo
- Voyage à l'île de Terre-Neuve, 1820.
- Études cryptogamiques, ou Monographies de divers genres de mousses, précédées d'une Notice sur les environs de Fougères, et d'un essai sur la classification des mousses, Paříž, 1815
- Flore de Terre-Neuve et des îles Saint-Pierre et Miclon, Paříž, A.-F. Didot, 1829
- Précis géologique sur le bassin de calcaire tertiaire des environs de Dinan, Dinan, 1834.
- Éclipse de soleil observée à Nantes, le 15 mai 1836, Nantes
- Recherches et découvertes archéologiques faites depuis Nantes jusqu'à l'embouchure de la Loire, 1836. Nantes
- Études archéologiques mêlées d'observations et de notices diverses, Brusel, Deprez-Parent 1848
- Nécessité dans l'intérêt de la France et du peuple, de composer pour les écoles un nouveau livre de lecture, Schneider, Paříž, 1848.
- Études archéologiques et géographiques, 1850
- Notice sur l'ancienne église de Notre-Dame-Garde-Fortune et des Périls, aujourd'hui dite de Prisce, A. Goupil, Laval, 1891.